# Rucăreni, Vrancea
Rucăreni este un sat în comuna Soveja din județul Vrancea, Moldova, România.